# Валдемарас Козловас
Валдемарас Козловас (лит. Valdemaras Kozlovas; нар. 17 лютого 1964) — литовський майстер бойових мистецтв, інструктор і суддя міжнародного рівня, засновник та головний тренер спортивного клубу «Cunami» у місті Пакруоїс. Один із ключових фігур у розвитку шотокан карате в Литві.

## Біографія та освіта
Козловас розпочав займатися карате у 1978 році. У 1982—1984 роках проходив військову службу у спеціальних підрозділах повітрянодесантних військ у Середній Азії, де вдосконалював навички бойового карате. У 1991 році заснував клуб «Cunami», який став першим осередком шотокан карате на півночі Литви.
У 2008 році з відзнакою закінчив Клайпедський університет за спеціальністю «педагогіка фізичної культури та спорту», отримавши ступінь бакалавра, а у 2010 році — магістра спорту.

## Спортивна кар'єра та досягнення
Валдемарас Козловас є багаторазовим чемпіоном світу з шотокан карате. Зокрема, у 2024 році він здобув золоту медаль у категорії ката на чемпіонаті світу SKDUN у Белграді. Його учні також регулярно здобувають призові місця на національних та міжнародних змаганнях.

## Інструкторська та суддівська діяльність
Козловас має 7 дан шотокан карате та титул Кьоші (Kyoshi), присвоєний у 2020 році. Головний інструктор литовського відділення Funakoshi Shotokan Karate Association (FSKA) та старший інструктор Shotokan Karate-do of United Nations (SKDUN). У 2017 році отримав міжнародну суддівську категорію «A» від SKDUN.

## Клуб «Cunami»
Клуб «Cunami», заснований у 1991 році, під керівництвом Козлова виховав понад 30 майстрів чорного поясу, з яких дев'ятеро мають статус сенсея. Клуб активно організовує семінари, змагання та іспити на дан, сприяючи популяризації карате в Литві.